# 오브라강

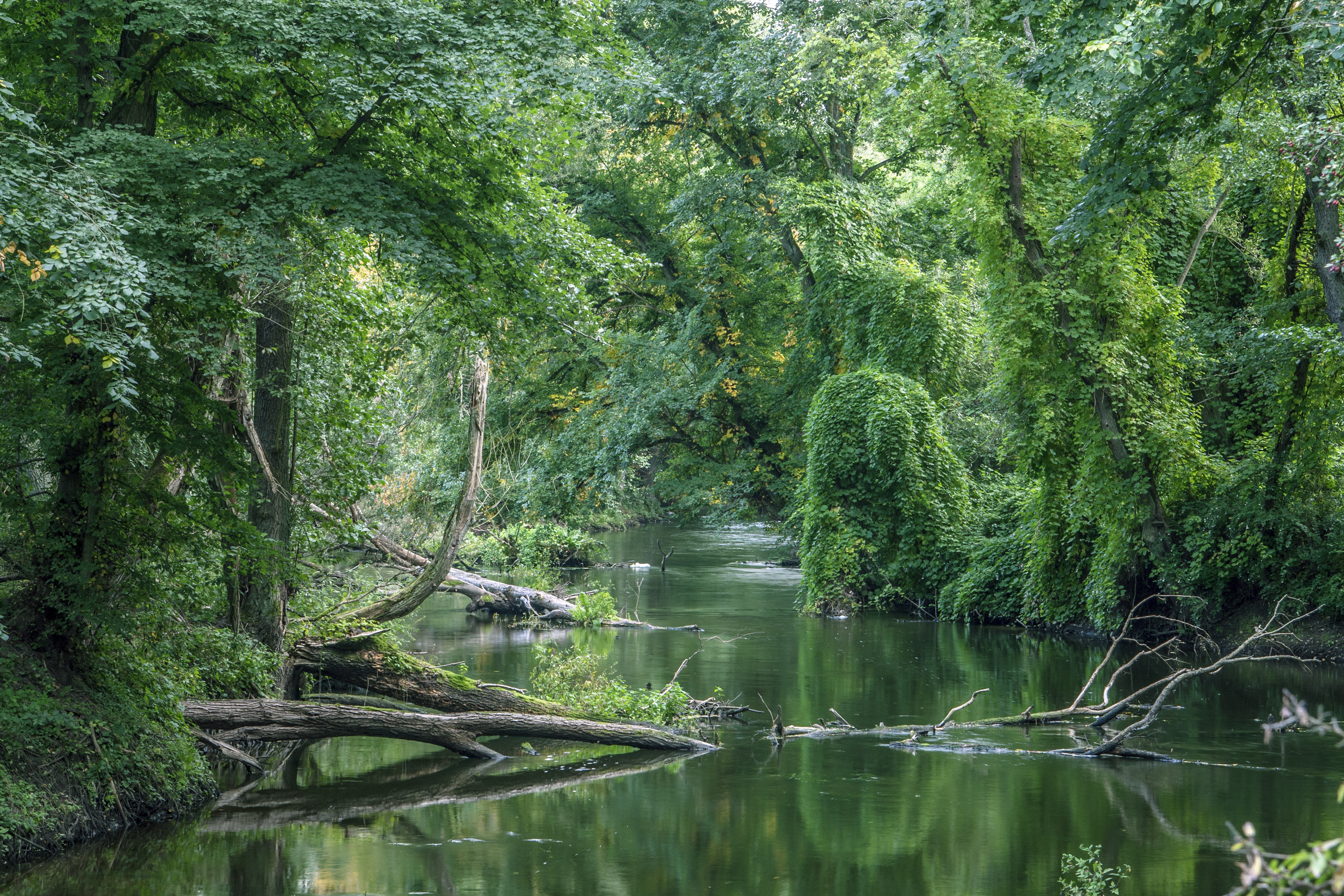
오브라강

오브라강(폴란드어: Obra)은 폴란드 서부의 강이다. 바르타강의 왼쪽 지류로, 길이는 171km, 유역 면적은 2,760 km2다.